# Улица Ленина (Орёл)
Улица Ле́нина (также Ле́нинская улица) — центральная пешеходная улица города Орла. Находится в пределах исторического центра города, в Советском районе.
За свою продолжительную историю улица сменила ряд названий. По различным данным, первоначально она была известна как Большая Болховская, Болховская дорога, Большая Дворянская и, несмотря на официальное переименование в феврале 1784 года в Болховскую улицу, вплоть до середины XIX века упоминалась под этими названиями. В 1919 году, при советской власти, она была переименована в честь В. И. Ленина и с тех пор не меняла своего названия, за исключением небольшого промежутка в октябре того же года, когда город занимали белогвардейские корниловские части.
На сегодняшний день улица Ленина представляет собой одну из наиболее оживлённых в городе. В домах по ней размещаются предприятия общепита, магазины различной направленности, государственные административные и культурные учреждения, офисы общественных организаций.

## Расположение и благоустройство
Улица Ленина проходит с юга на север. Протяжённостью около 660 метров, она берёт своё начало у Александровского моста и заканчивается у площади Ленина. Приблизительно на середине перпендикулярно пересекается Георгиевским переулком.
В 1898 года улица была трамвайно-пешеходной. В 1973 году, в рамках благоустройства исторического центра Орла, городские власти постановили запретить движение любого транспорта по улице Ленина, включая трамваи. На сегодняшний день она представляет собой бульвар, что не отражено в официальном названии улицы, и оборудована двумя тротуарами. Ближайшая к улице остановка общественного транспорта «Главпочтамт» находится менее чем в ста метрах, напротив жилого дома «Трилистника».

## История

### XVIII век
Большая Дворянская, или же Большая Болховская, улица возникла на месте бывшего леса. Выбор её названия, по аналогии с Московской, Кромской, Карачевской и другими улицами Орла, был обусловлен направлением дороги, продолжавшей улицу, — та вела на город Болхов.
На планы-схемы Орла начала XVIII века данная улица не наносилась, зато на последующих планах она изображалась в чётких границах. Так, в соответствии с первым генеральным планом города, увидевшим свет в 1779 году, Большая Болховская улица выступала в качестве одной из центральных — она соединяла старейшую часть города — место его основания — и левый берег реки Орлик. В этом же году Орёл стал губернским городом, вследствие чего местные власти начали особенно активную застройку Болховской улицы. С данного момента деревянные сооружения постепенно стали сменяться каменными — последний деревянный дом на улице был снесён в 1870 году.
Со временем Большая Болховская превратилась в главную улицу города. В связи с тем, что здесь сосредотачивалась основная торговля, орловские купцы добились переименования улицы в Болховскую, что и произошло в феврале 1784 года. Ещё годом ранее в конце улицы, где сейчас находится площадь Ленина, построили здания, где размещались различные губернские учреждения. В согласии с тенденциями той эпохи все здания на Болховской строились в стиле классицизма.

### XIX век

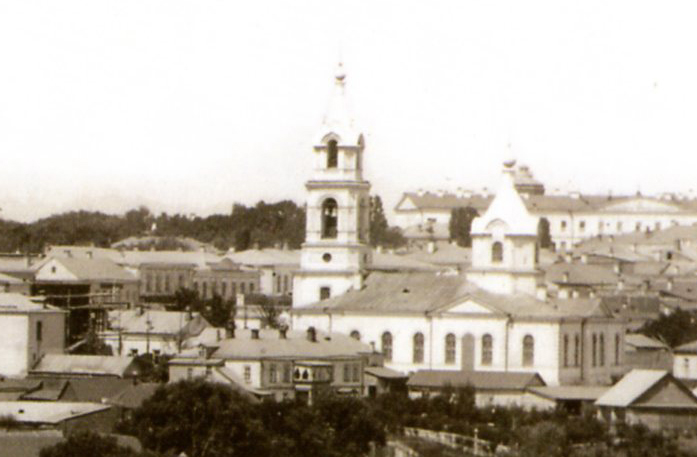
Вид на Георгиевскую церковь и крыши зданий на Болховской улице

В первые десятилетия XIX века Болховская улица продолжала застраиваться по принципам классицизма. В 1823 году здесь появилась первая в Орле каменная мостовая, а у поворота к городскому саду, на углу улицы, было построено здание Дворянского собрания, представлявшее собой продолговатую постройку, украшенную шестиколонным порталом. Как раз в эти годы, как писал орловский краевед Г. М. Пясецкий, Болховская улица стала излюбленным местом для «первостатейных» орловских купцов — многие из них перебрались сюда со своим товаром из торговых рядов, поскольку на Болховской расселилась практически вся городская знать. Так, братья Авиловы торговали здесь галантерейными товарами, Н. А. Подшивалов — пушным, суконным и красным товаром, Е. Ф. Леблан имела гостиницу, кондитерскую и модный дамский магазин, а И. Е. Сухоруков содержал на Болховской заезжий дом и при нём магазин мебели, ковров, посуды, хрусталя, бумаг, канцелярских принадлежностей, экипажей. В 1830-х годах улица считалась, по словам Пясецкого, «первой во всём городе».
В 1840-х годах улица часто страдала от пожаров. 21 июня 1841 года одно из таких возгораний произошло в доме мещанки Желтухиной: при сильном ветре за полчаса огонь уничтожил большое количество зданий, как жилых, так и административных. В ночь с 31 мая на 1 июня 1843 года на Болховской, в пристроенных друг к другу сараях аптекаря Моравского и мещанина Чагина, случился новый разрушительный пожар, в результате которого город понёс ещё более существенные потери. На протяжении последующих десяти лет Болховская улица, в том числе жилые дома и Георгиевская церковь, ещё неоднократно страдала от огня, но очагом возгорания больше ни разу не становилась. Жилые здания середины XIX века, которыми Болховская улица ещё более уплотнилась на данном этапе, строились под ощутимым влиянием стиля барокко. В те годы улица имела значительно большую протяжённость, нежели сейчас: судя по планам города Орла середины XIX века, она начиналась от Карачевской улицы и площади Карла Маркса, по мосту пересекала Орлик, далее поднималась вверх, занимая всю территорию нынешней улицы Ленина, затем поворачивала по современной улице Максима Горького (тогда — Садовой) и заканчивалась у бывшей Монастырской слободы. В дальнейшем территория Болховской — Ленинской улицы несколько раз сокращалась. В последний раз это случилось в 1929 году, когда она стала начинаться от реки Орлик.
В 1893 году по Болховской были проложены трамвайные линии, а в 1895 году — проведено электричество. После этого в вечернее время витрины магазинов на Болховской стали освещаться с помощью жестяных софитов с закреплёнными в них лампочками. До этого в осветительных целях использовались керосиновые лампы. С электрификацией Болховской улицы вечерние прогулки по ней стали обычным занятием для орловских барышень. Именно на Болховской улице жители Орла увидели первый в городе кинематограф и первую фотостудию. В строительстве зданий стали использоваться бетон, металл, стекло и глазурованный кирпич — в архитектуру Орла пришёл стиль модерн.

Открытки с видами Болховской улицы конца XIX — начала XX веков.
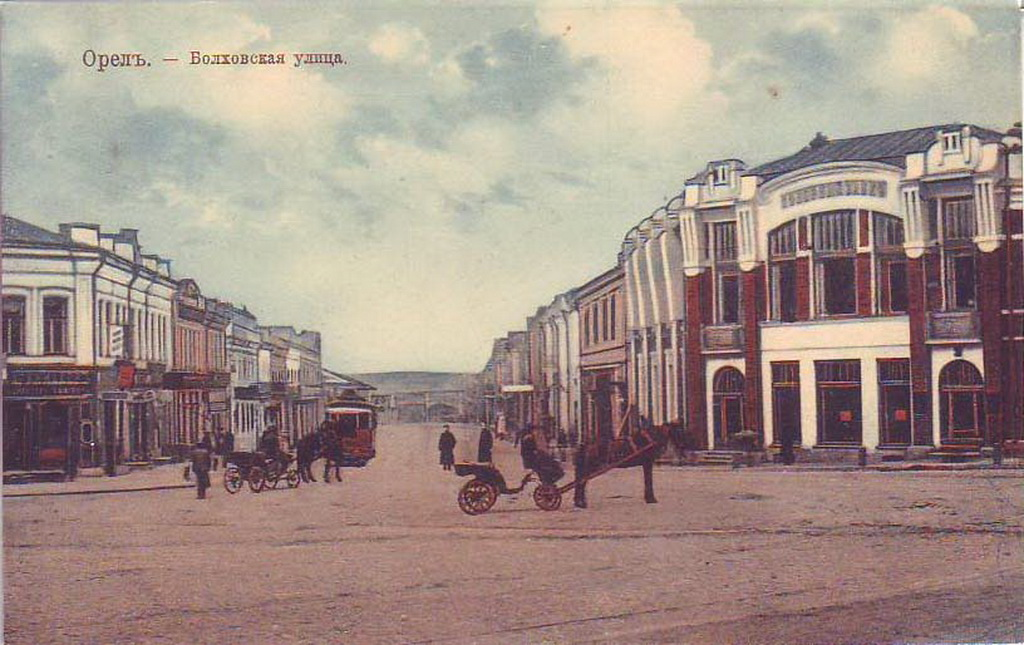
Вид со стороны Садовой улицы (теперь — территория площади Ленина)
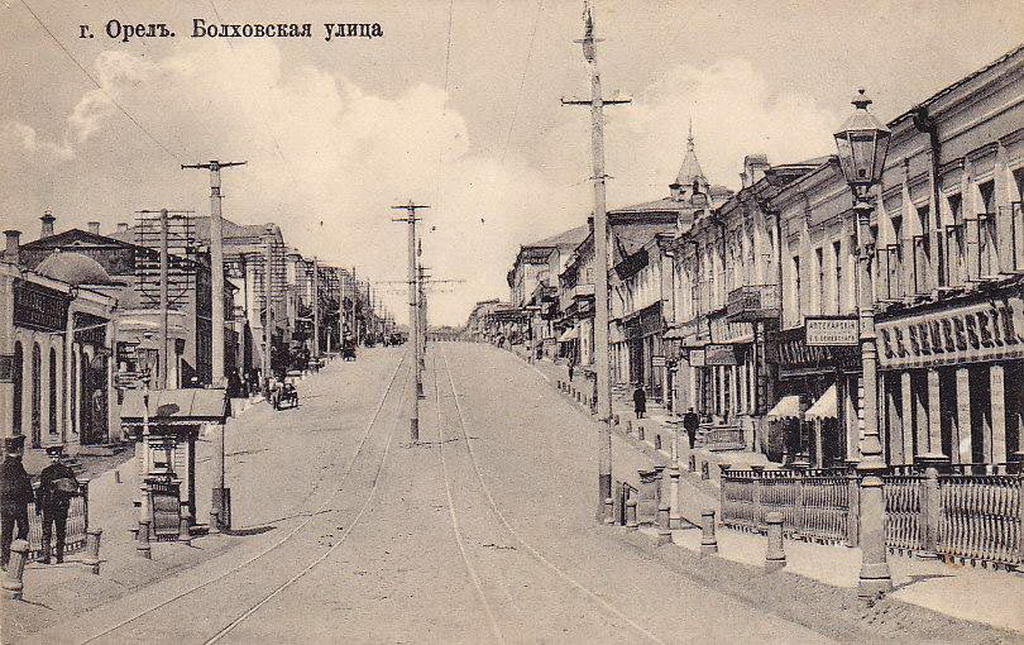
Вид со стороны Александровского моста
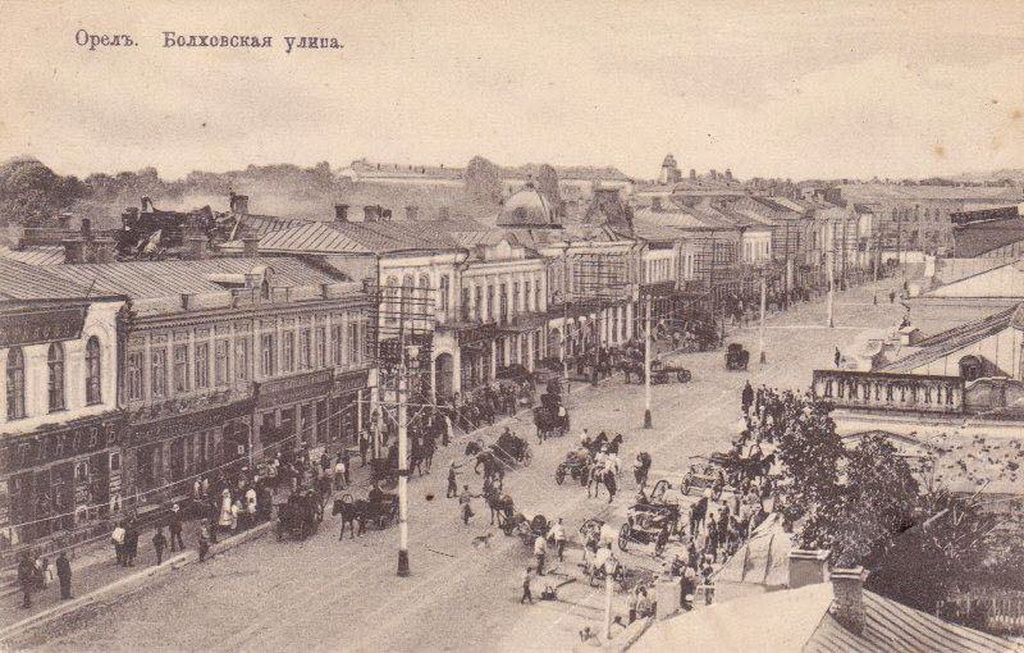
Вид сверху, со стороны Александровского моста
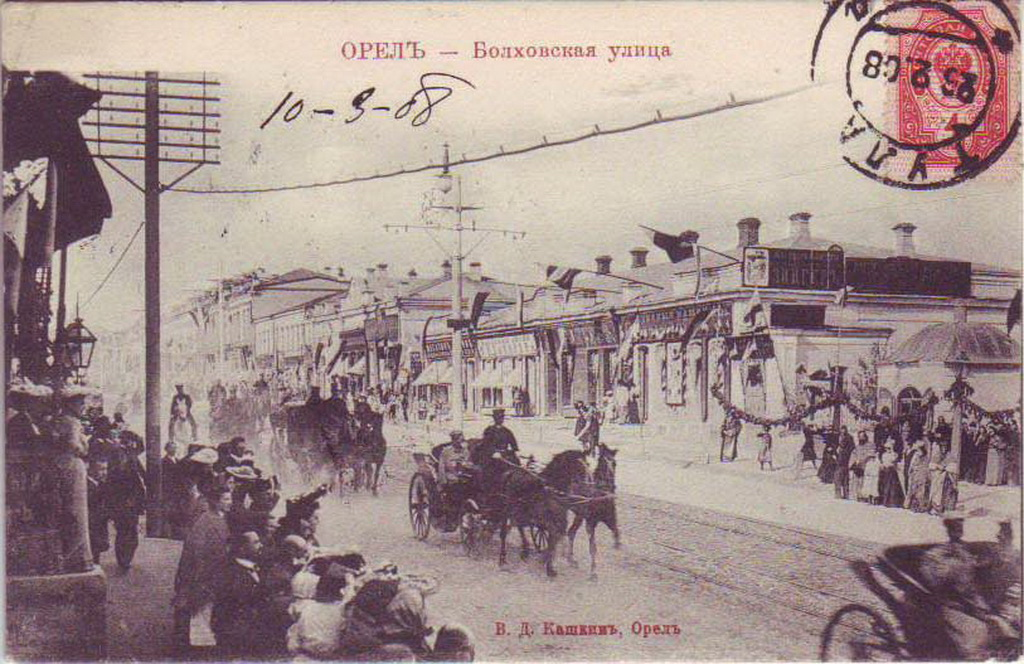
Повседневная жизнь Болховской улицы

### XX век

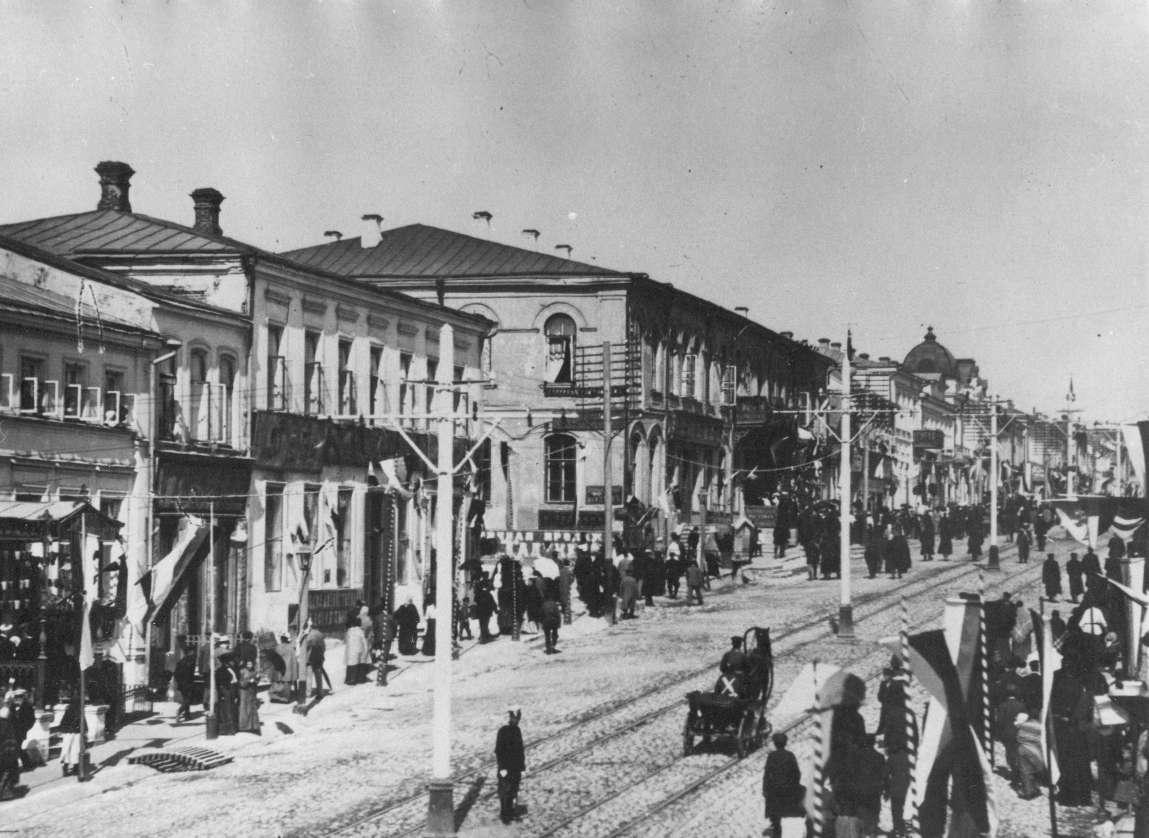
Болховская улица начала XX века

К началу XX века купеческие лавки были окончательно вытеснены магазинами, считавшимися лучшими в городе: отличавшиеся удобной и красивой постройкой, с зеркальными витринами, которые демонстрировали различные товары, они постепенно стали «чистыми», «непродуктовыми», где продавались книги, бакалейные изделия, мех, часы и тому подобное. В этот период уже ни одна улица Орла не могла составить конкуренции Болховской. В своём знаменитом романе «Жизнь Арсеньева» Иван Бунин описывал её так:
…Я вышел на другую, большую, торговую, со всякими старыми складами и амбарами, скобяными, железными, москательными и колониальными лавками и вообще всем тем грузным обилием благосостояния, от которого ломились тогда русские города.
В период Первой русской революции Болховская улица стала эпицентром революционных событий, развернувшихся в Орле, а позднее, в первые годы Советской власти, здесь проходили манифестации и демонстрации. В 1919 году новые городские власти сменили название центральной улицы в честь В. И. Ленина — это было самое первое переименование улицы, произошедшее в постреволюционном Орле. Точная дата этого знаменательного события неизвестна, так как соответствующие документы не сохранились.
13 октября 1919 года, с занятием Орла корниловскими частями Добровольческой армии ВСЮР, формально улица вновь была переименована в Болховскую, о чём свидетельствовала пробелогвардейская газета «Орловский вестник». При вступлении белых в город на перекрёсток Садовой и Болховской улиц выехал один из танков, переданный Добровольческой армии англичанами. Появление невиданной прежде для Орла машины вызвало огромный ажиотаж у горожан: вокруг танка собралась целая толпа. 20 октября, спустя неделю пребывания в Орле, корниловцы были вынуждены оставить город.

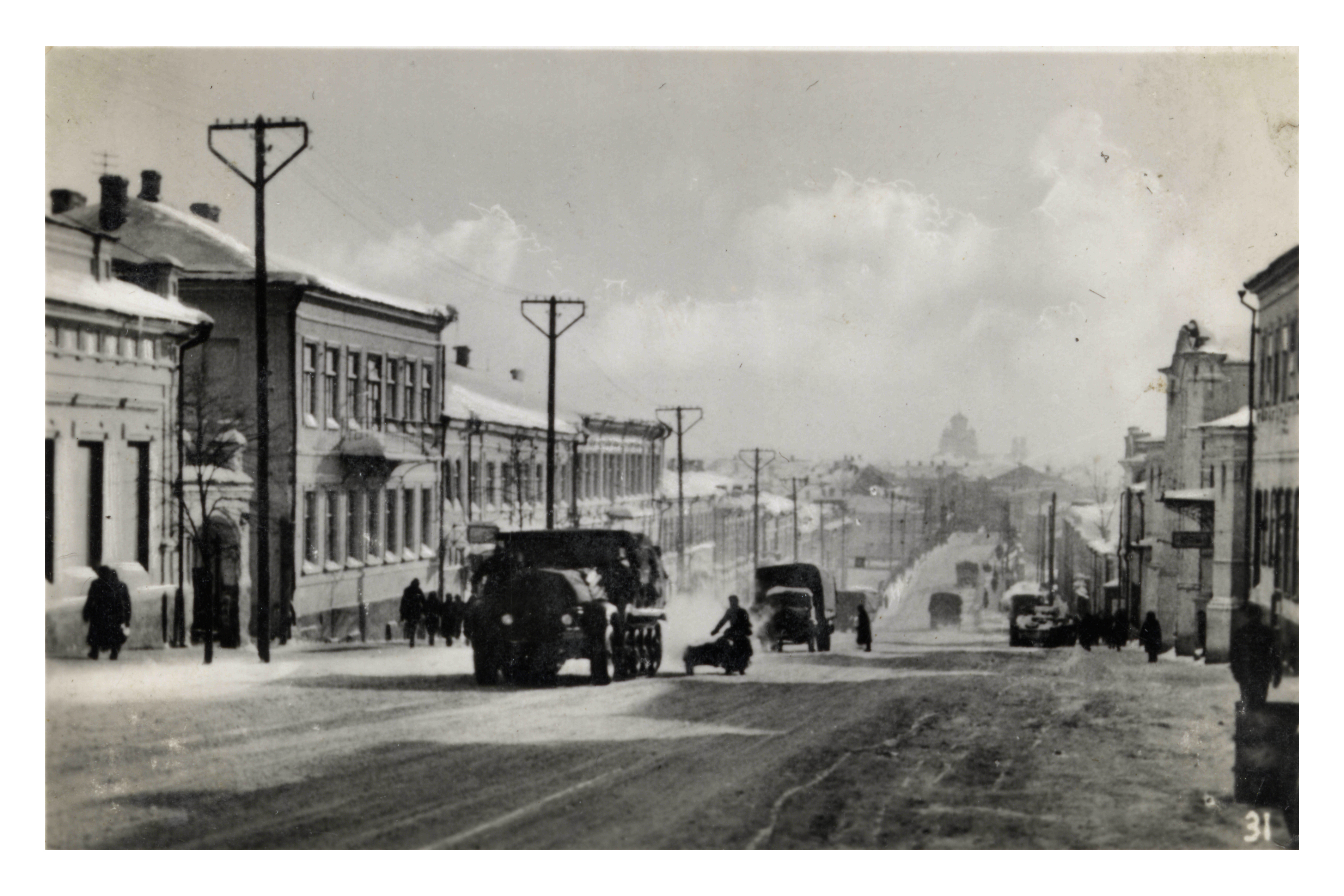
3 октября 1941 года: немецкая техника, вступившая в Орёл, следует вверх по улице Ленина

3 октября 1941 года в Орёл вошли части 4-й танковой дивизии 2-й танковой группы под командованием Гудериана. Некоторые единицы немецкой техники вышли на Ленинскую, по которой, в связи со внезапностью вторжения противника, всё ещё продолжали ходить трамваи. После начала оккупации Орла в доме № 1 по улице Ленина разместилась первая полицейская часть. За годы Великой Отечественной войны многие здания, относящиеся к улице, были разрушены или повреждены, в том числе во время боёв за город летом 1943 года. После освобождения Орла 5 августа этого года улица Ленина подверглась преобразованиям: постройки, пострадавшие в военное время, восстанавливались (нередко без учёта их первоначального облика). В 1946 году Георгиевская церковь, закрытая ещё в 1930 году, была перестроена — на её месте построили кинотеатр «Победа».
После окончательной реставрации городские власти ограничили строительство зданий по улице Ленина. 23 мая 1973 года, в рамках благоустройства исторического центра Орла, приуроченного к тридцатилетней годовщине с момента освобождения города, с улиц Горького и Ленина были сняты трамвайные пути, вследствие чего последняя стала исключительно пешеходной.

### XXI век
В первой половине 2000-х годов ряд домов по улице Ленина, причисленных к категории памятников архитектуры, был отремонтирован и покрашен; отдельные здания начали реконструироваться. Старая брусчатка была положена на бетонную основу. 30 января 2004 года постановление о необходимости разработки проекта реконструкции центральной улицы было подписано в городской администрации. В 2006 году улица Ленина подверглась вертикальному озеленению: клумбы, расположенные по центру улицы, засадили газоном, после чего установили на них художественные кованые конструкции с декоративными вазонами, в которых была посажена голландская герань. В наши дни улица Ленина продолжает сохранять своё историческое значение: здесь проводятся ярмарки, праздники и гуляния.

## Достопримечательности

### Общий список объектов историко-культурного наследия
Пояснение сокращений:
- М — местная категория охраны
- Арх. — архитектурный памятник
- Ист. — исторический памятник

| Здание бывшего депо готового платья                                    | 2     | XIX век   | Снесено в 2002 году под предлогом «реставрации».                                     | М | Арх. | [ 25 ] |
| Здание бывшего городского училища                                      | 6     | XIX век   | Жилой дом, магазин                                                                   | М | Ист. | [ 25 ] |
| Дом жилой                                                              | 8     | XIX век   | Жилой дом                                                                            | М | Арх. | [ 25 ] |
| Дом жилой                                                              | 9     | XIX век   | Облфиздиспансер                                                                      | М | Арх. | [ 25 ] |
| Дом жилой                                                              | 10    | XIX век   | Жилой дом                                                                            | М | Арх. | [ 25 ] |
| Здание аптеки                                                          | 11    | XIX век   | Магазин, аптека, жильё                                                               | М | Арх. | [ 25 ] |
| Дом жилой                                                              | 13    | XIX век   | Жилой дом, бар                                                                       | М | Арх. | [ 25 ] |
| Дом жилой                                                              | 15    | XIX век   | Жилой дом, бар                                                                       | М | Арх. | [ 25 ] |
| Дом жилой                                                              | 16/20 | XIX век   | Жилой дом                                                                            | М | Арх. | [ 25 ] |
| Дом жилой. В последнее время был известен под названием «Дом учителя». | 17    | XIX век   | Снесен в начале 2000 годов. На этом месте в настоящее время построен торговый центр. | М | Арх. | [ 25 ] |
| Здание бывшей гостиницы Иордан                                         | 19/2  | 1850      | Жилой дом, магазин                                                                   | М | Арх. | [ 25 ] |
| Дом жилой                                                              | 21    | XIX век   | Жилой дом, магазин                                                                   | М | Арх. | [ 25 ] |
| Кинотеатр «Победа»                                                     | 22    | 1952      | Кинотеатр                                                                            | М | Арх. | [ 25 ] |
| Дом жилой                                                              | 23    | XIX век   | Жилой дом, филармония                                                                | М | Арх. | [ 25 ] |
| Дом жилой                                                              | 24    | XIX век   | Жилой дом, магазины                                                                  | М | Арх. | [ 25 ] |
| Дом жилой                                                              | 25    | XIX век   | Жилой дом, кафе                                                                      | М | Арх. | [ 25 ] |
| Дом жилой                                                              | 25а   | XIX век   | Административные помещения                                                           | М | Арх. | [ 25 ] |
| Дом жилой                                                              | 26    | XIX век   | Жилой дом, магазины                                                                  | М | Арх. | [ 25 ] |
| Дом жилой                                                              | 28    | XIX век   | Жилой дом, магазины                                                                  | М | Арх. | [ 25 ] |
| Дом жилой                                                              | 32    | XIX век   | Жилой дом, кафетерий. Известен под названием «Плоский дом».                          | М | Арх. | [ 25 ] |
| Дом жилой                                                              | 34    | XIX век   | Жилой дом, магазины                                                                  | М | Арх. | [ 25 ] |
| Дом жилой                                                              | 37    | XIX век   | Жилой дом                                                                            | М | Арх. | [ 25 ] |
| Дом жилой                                                              | 37а   | XIX век   | Административные помещения                                                           | М | Арх. | [ 25 ] |
| Здание бывшего Северного банка                                         | 39    | XIX век   | Телефонная станция                                                                   | М | Арх. | [ 25 ] |
| Здание Главпочтамта                                                    | 43    | 1950—1951 | ГУФПС                                                                                | М | Арх. | [ 25 ] |
| Дом купца Кулабухова                                                   | 45    | 1864      | Административные помещения                                                           | М | Арх. | [ 25 ] |

### Здание аптеки
Здание аптеки, или «дом со службами провизору Рот», стал одним из большого количества домов, построенных по проекту городского архитектора И. Ф. Тибо-Бриниоля. Оно было построено в середине 1850-х годов по заказу провизора Рота. На первом этаже здесь всегда размещалась аптека, на верхних — жилые помещения.

### Здание гостиницы Иордан
Дом был построен в 1857 году. Первой хозяйкой разместившейся в нём гостиницы стала купчиха Е. К. Иордан. С 1870-х годов владельцем здания стал надворный советник А. А. Красовский, переоборудовавший гостиницу и присвоивший ей название «Европейская». В середине следующего десятилетия дом перешёл к капитанше О. П. Коломниной, которая подвергла его капитальному ремонту. В эти годы помещения дома Иордан занимали также музыкальный и книжный магазин Кашкина, библиотека. Перед Первой мировой войной гостиница, расположенная в данном здании, называлась уже не «Европейской», а «Северной». В 1917 году, с приходом большевиков к власти, дом был национализирован. В довоенное время здесь размещались газетный отдел почтово-телеграфной конторы и Всесоюзное общество глухих с учебными мастерскими, столовой и клубом, а в период Великой Отечественной войны — штаб противовоздушной обороны. Частично разрушенный во время бомбёжек, впоследствии дом отреставрировали и — в 1950-х годах — капитально отремонтировали. В ходе ремонта многие элементы были утрачены, но в основном здание сохранило свой облик.
Здание гостиницы Иордан имеет большое культурное значение: в разные годы здесь останавливались писатели И. С. Тургенев и П. И. Якушкин, о нём писал Н. С. Лесков. Книжный магазин Кашкина, который находился в этом строении, часто посещал композитор В. С. Калинников, а постоянным посетителем библиотеки, располагавшейся в доме Иордан, был юный И. А. Бунин, позднее описавший её в своих произведениях.

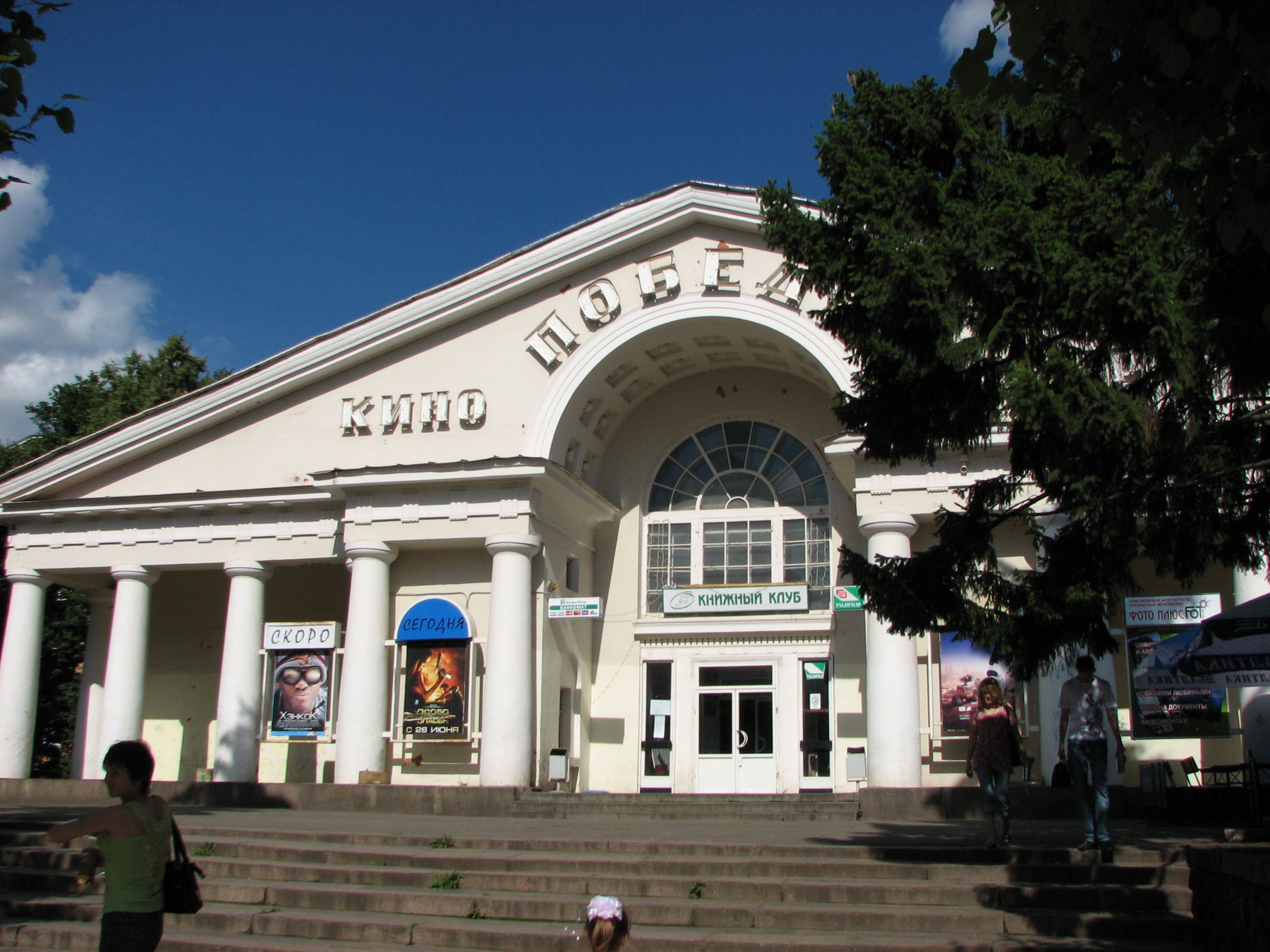
Фасад кинотеатра «Победа»

### Кинотеатр «Победа»
Здание кинотеатра «Победа» было построено в 1952 году на месте разрушенной каменной Георгиевской церкви. Общий облик здания выдержан в формах неоклассицизма. Открытие кинотеатра состоялось 6 ноября 1952 года.

### Здание Главпочтамта
Здание главпочтамта, также известное как «Дом Связи», было построено в 1950—1951 годах по проекту архитекторов С. С. Ожегова, А. А. Зубина и А. С. Муравьёва. Многофигурные группы над угловой частью фасада были выполнены скульптором Ю. Г. Неродой. Сегодня в этом здании размещается Главпочтамт Орла и Орловской области.

## Улица в культуре
Болховская улица упоминается в произведениях таких известных писателей и поэтов, как И. А. Бунин («Жизнь Арсеньева»), Н. С. Лесков («Загадочный человек») и Пётр Потёмкин (стихотворение «Как пойдёшь по Болховской…»).

## Галерея

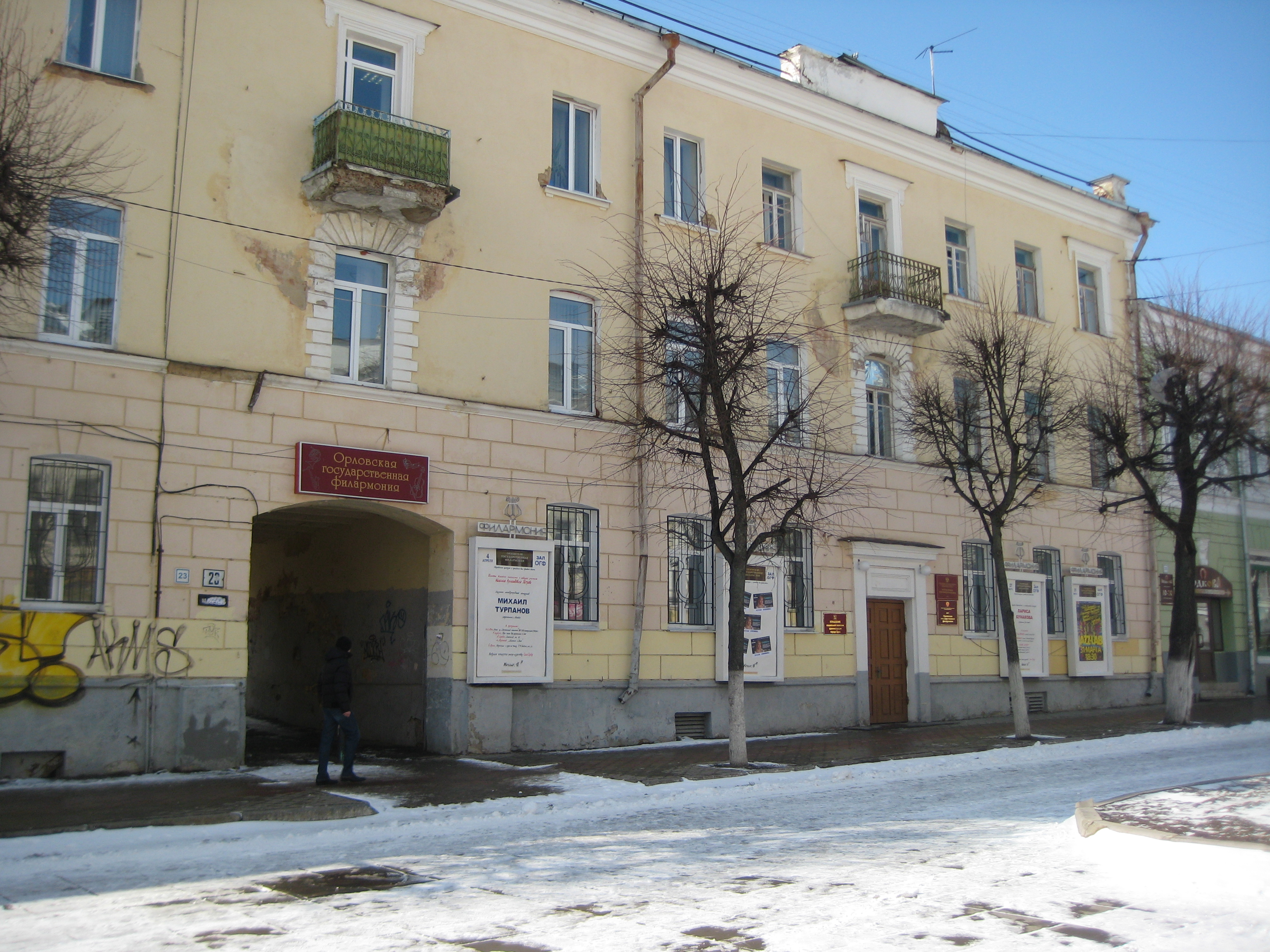
Дом № 23. Орловская филармония
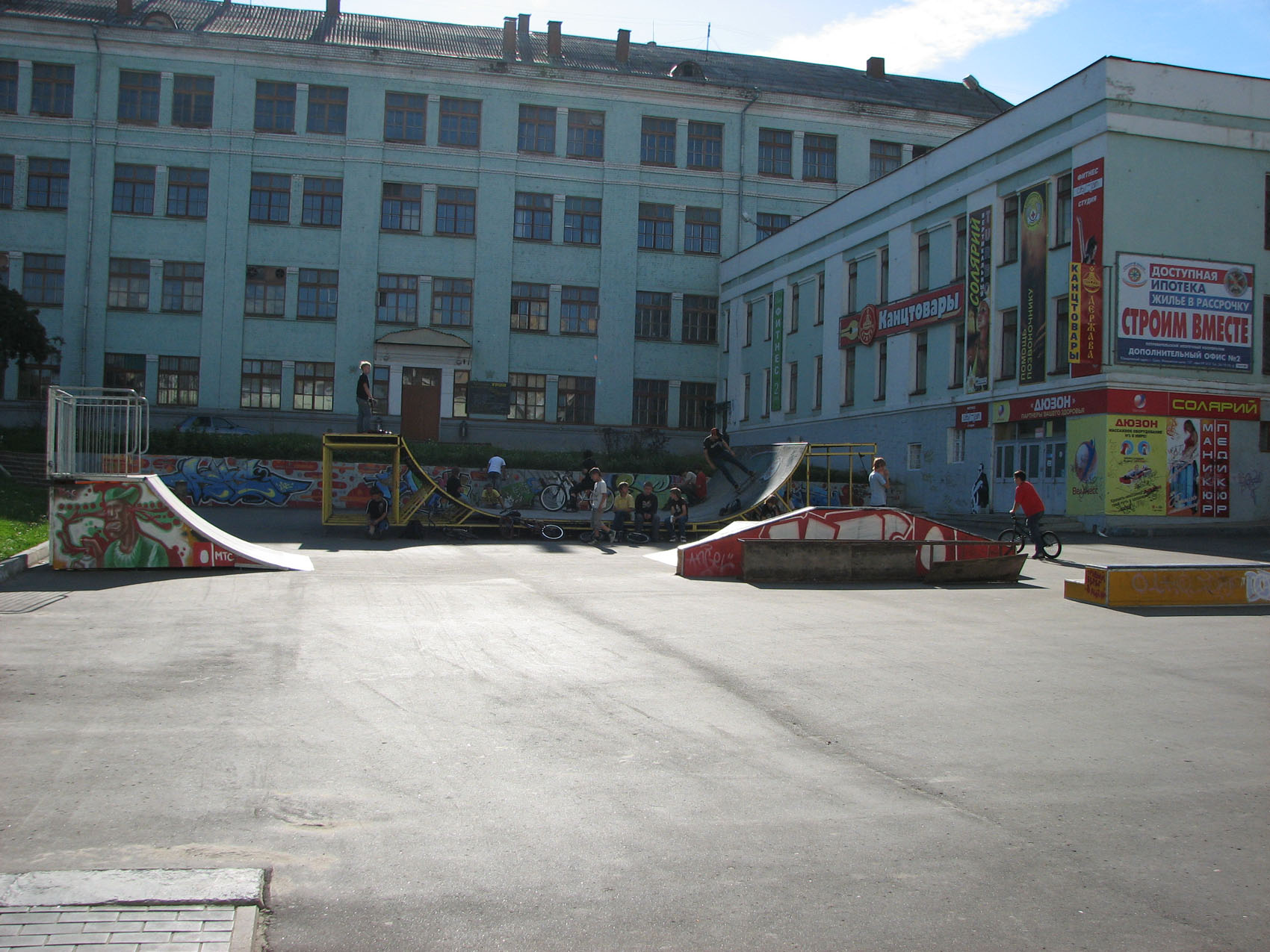
Дом № 1. Здание типографии «Труд»
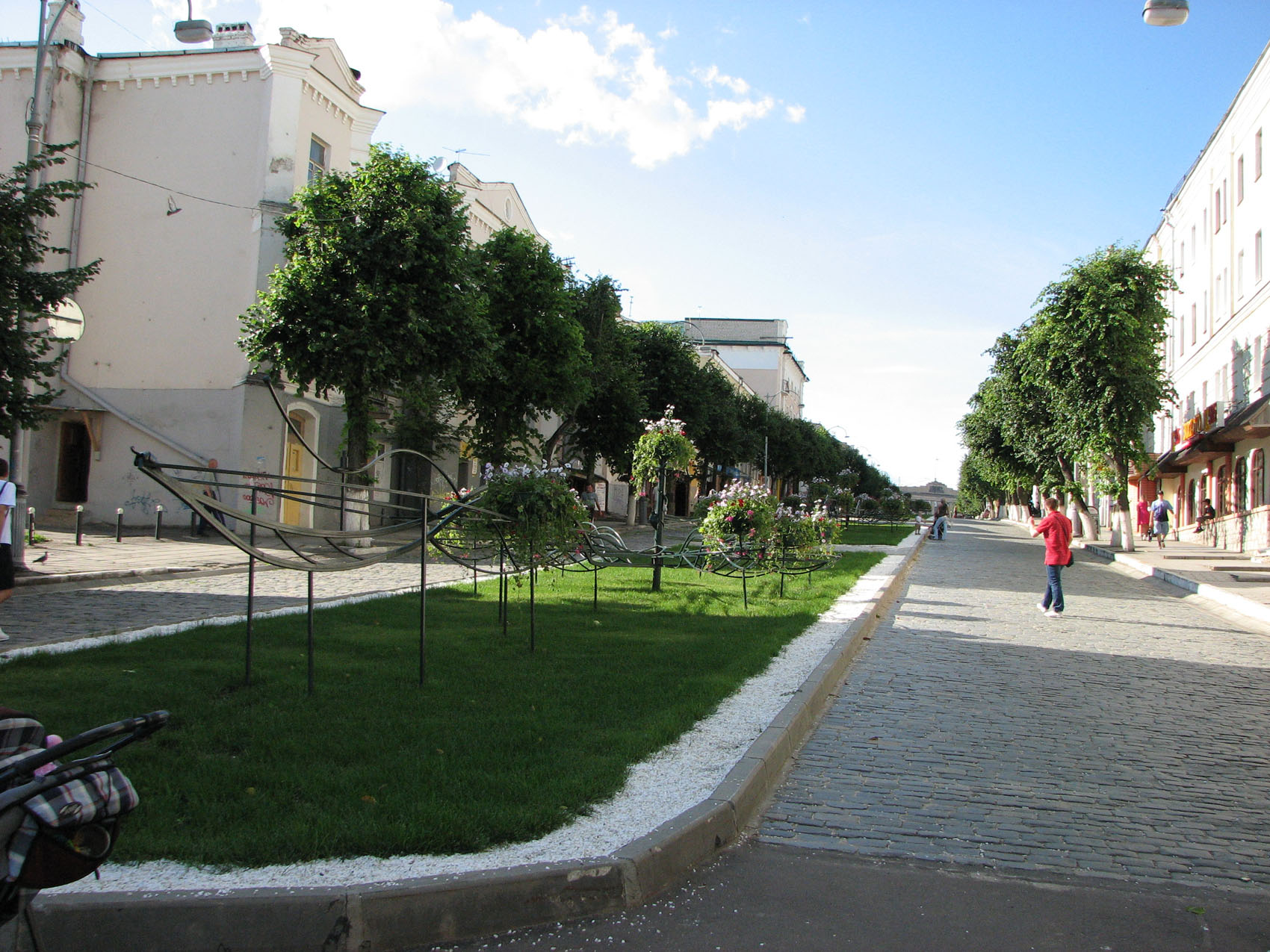
Вид на улицу с Александровского моста
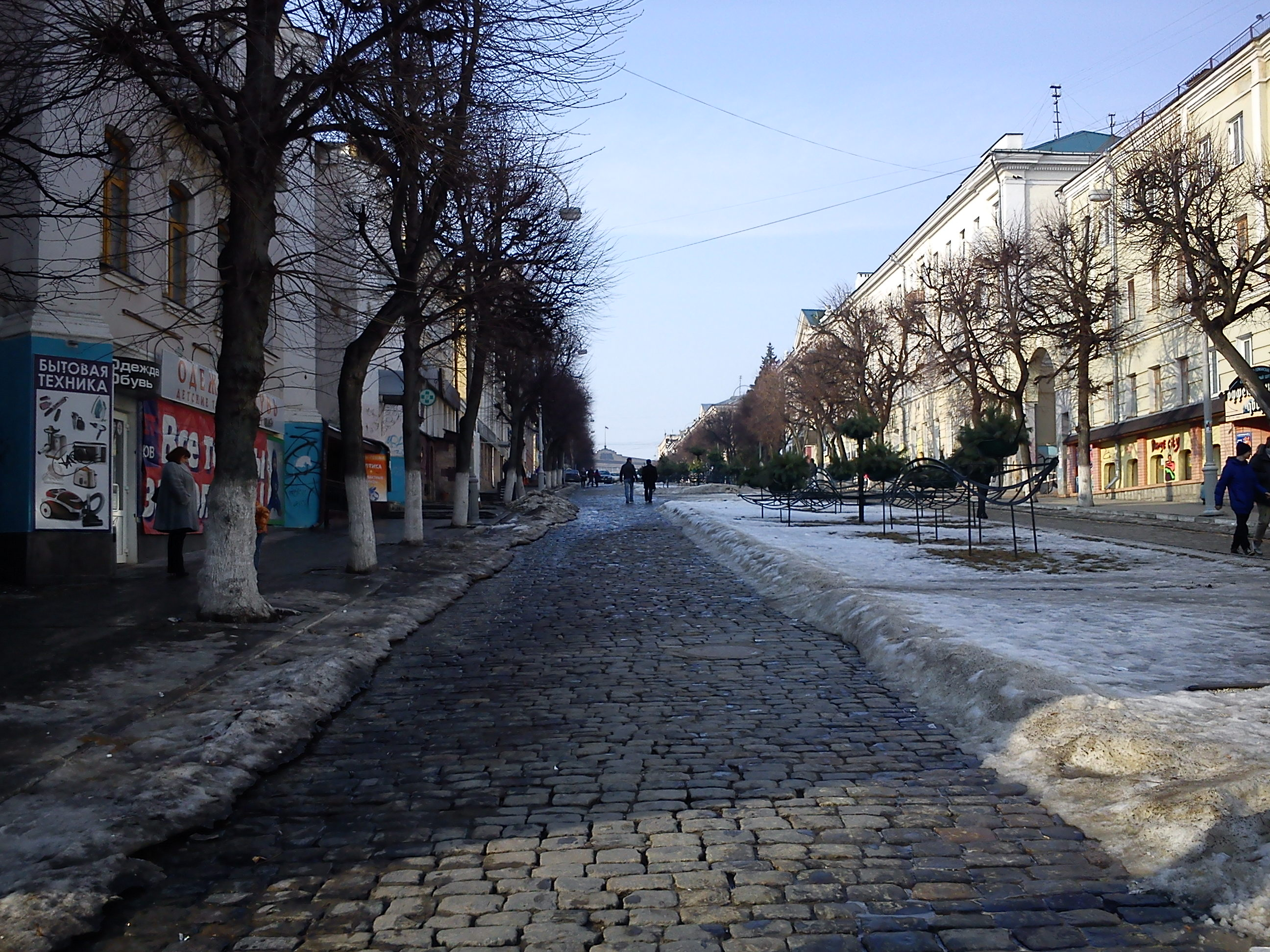
Улица Ленина ранней весной